# Villa Paranacito
Villa Paranacito es un municipio del distrito Paranacito del departamento Islas del Ibicuy (del cual es cabecera), en la provincia de Entre Ríos, República Argentina. El municipio comprende la localidad del mismo nombre, la localidad de Arroyo Martínez y áreas rurales e insulares. Se ubica en el delta del río Paraná.
La localidad de Villa Paranacito se halla a 182 km de la Ciudad Autónoma de Buenos Aires, ingresando a Entre Ríos pasando por la Provincia de Buenos Aires y cruzando el Puente Zárate-Brazo Largo y por la Ruta Nacional 12 que luego se conecta a la RP 46. Desde Rosario se cruza por el Puente Rosario-Victoria tomando la RP 11, en dirección sudeste pasando por Gualeguay, Ceibas, conectando con la RN 12, hasta la RP 46, accediendo a Villa Paranacito.

## Historia
No existe constancia de fundación del pueblo, por lo que el municipio adoptó la fecha conocida más antigua de actividad en el lugar: el 25 de mayo de 1906. Fue colonizado por inmigrantes de Europa central y oriental. La comunicación con el resto de la provincia originalmente se lograba en lanchas colectivas de la familia Galofré que los comunicaba con el puerto de San Fernando, un recorrido de 240 km, 2 veces por semana, además el vapor Gobernador Laurencena hacía viajes periódicos a Gualeguaychú, y barcos, principalmente con San Fernando y Campana en Buenos Aires y ocasionalmente en buque a vapor a Gualeguaychú. 
En 1937 llegaron caminos terrestres al pueblo, (aunque el transporte fluvial desde Buenos Aires siguió siendo el preferido hasta los años ochenta—y lo sigue siendo hoy en día entre las islas), y en 1971 fue conectada con una fuente de electricidad, la radiocomunicación también es muy común en las islas.
Una costumbre muy peculiar entre tantas otras para los colonos que residen a lo largo de los ríos es el transporte de correspondencia por lancha y la entrega de la misma con una caña larga con una ranura en el extremo más alejado del cartero para dejar el sobre en la mano del isleño sin necesidad de atracar la nave.

## Ejido municipal
Mediante el decreto 2153/1982 MGJE promulgado el 28 de octubre de 1982 por la intervención militar de la provincia fue creado el municipio de Villa Paranacito y fijado su ejido sobre la base del centro rural de población con junta de gobierno hasta entonces denominado Islas del Ibicuy.
El ejido fue ampliado por ley n.° 7972 sancionada el 12 de agosto de 1987 y promulgada el 18 de agosto de 1987, para incluir la mayor parte del distrito Paranacito con un área de 1970 km². El ejido incorporó las secciones insulares del extremo sur de Entre Ríos, entre ellas la 1° y 4° que tienen costas en el Río de la Plata. El límite sigue el río Uruguay, Río de la Plata, río Paraná Guazú, arroyo Ibicuicito, ruta nacional N.° 12, río Paranacito, y línea recta sudoeste-noreste hasta el río Uruguay, conocida como línea sur del Ibicuy.

ARTICULO 1°- Amplíase el Ejido de la Municipalidad de Villa Paranacito a los siguientes límites:
 NORTE: Desde la intersección del A° Ñancay y la línea imaginaria del Ibicuy, por esta, hasta su intersección con la Ruta Nacional N° 12 y el A° Salinea.
 OESTE: Por la Ruta Nacional N°12 hasta su intersección con el A° Ibicuycito, por este, con rumbo suroeste, hasta su desembocadura en el Río Paraná Grazú.-
 SUR: Por el Río Paraná Guazú -límite interprovincial- hasta la desembocadura en el Río de la Plata.-
 ESTE: Por el Río de la Plata hasta el Río Uruguay, por este, hasta la desembocadura del A° Ñancay, por este, con rumbo noreste, hasta la intersección imaginaria con la línea del Ibicuy.-

## Turismo
- Balneario Municipal Costa Paranacito: parque arbolado con áreas de camping (proveeduría, sanitarios, juegos infantiles, piscina), de deportes (fútbol, vóley), navegar, pesca en lancha.
- Aeroclub Isla del Ibicuy: a 15 min de navegación, por el río Paranacito, en pleno delta del Paraná, vuelos de bautismo y conocer el ambiente desde el aire. Hay una "Granja Ecológica". Hay paseos en lancha, por el delta y sus islas e islotes.

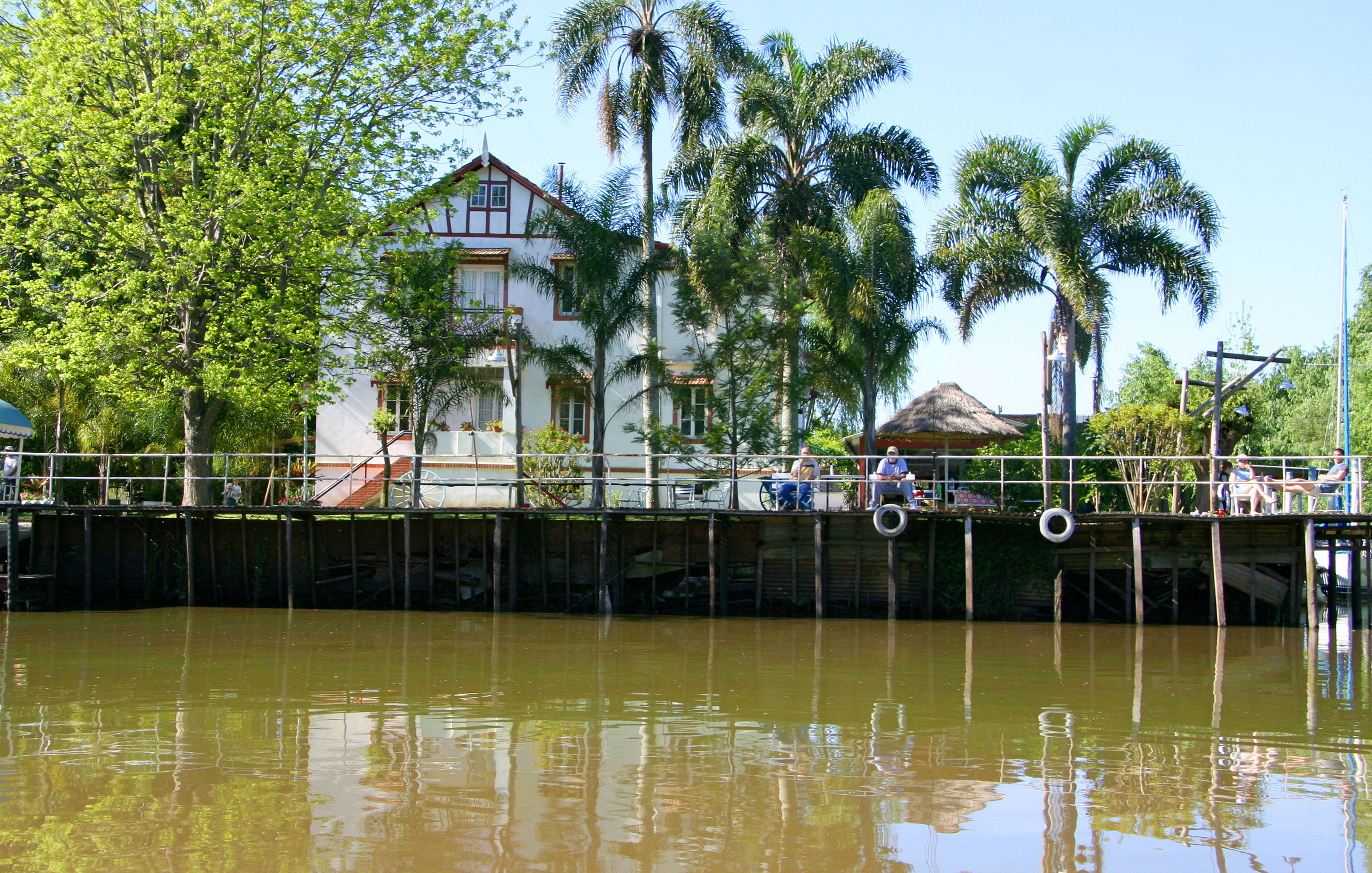
Hostería Rose Marie en el Arroyo Martínez de Villa Paranacito en el Delta del Paraná.

## Parroquias de la Iglesia católica en Villa Paranacito
| Diócesis   | Gualeguaychú                |
| ---------- | --------------------------- |
| Parroquias | Nuestra Señora de las Islas |